# Ішемгул
Ішемгу́л (рос. Ишемгул, башк. Ишемғол) — село у складі Зіанчуринського району Башкортостану, Росія. Адміністративний центр Новочебенкинської сільської ради.
Населення — 671 особа (2010; 738 в 2002).
Національний склад:
- башкири — 42%
- росіяни — 28%
- татари — 26%